# Olympische Sommerspiele 1972/Teilnehmer (Hongkong)
| Gelbes Symbol für Goldmedaillen mit stilisierten Olympischen Ringen | Graues Symbol für Silbermedaillen mit stilisierten Olympischen Ringen | Braundes Symbol für Bronzemedaillen mit stilisierten Olympischen Ringen |
| ------------------------------------------------------------------- | --------------------------------------------------------------------- | ----------------------------------------------------------------------- |
| —                                                                   | —                                                                     | —                                                                       |

Hongkong nahm an den Olympischen Sommerspielen 1972 in München mit einer Delegation von zehn Sportlern (allesamt Männer) teil. Diese traten in fünf Sportarten bei 13 Wettbewerben an. Der Sportschütze Peter Rull wurde als Fahnenträger zur Eröffnungsfeier ausgewählt.

## Teilnehmer nach Sportarten

### Fechten
- Chan Matthew
Florett, Einzel: 1. Runde
Degen, Einzel: 1. Runde
Säbel, Einzel: 1. Runde
- Robert Elliott
Florett, Einzel: 1. Runde
Degen, Einzel: 1. Runde
Säbel, Einzel: 1. Runde

### Judo
- Mok Cheuk Wing
Halbmittelgewicht: 18. Platz

### Schießen
- Peter Rull
Kleinkaliber liegend: 83. Platz

### Schwimmen
- Wong Ronnie
100 m Freistil: Vorlauf
100 m Schmetterling: Vorlauf
200 m Lagen: Vorlauf
- Mark Crocker
200 m Freistil: Vorlauf
100 m Rücken: Vorlauf
200 m Rücken: Vorlauf

### Segeln
- Colin Smith
Flying Dutchman: 24. Platz
- Terence Steele
Flying Dutchman: 24. Platz
- Kenneth Tomlins
Tempest: 18. Platz
- Gilbert Lennox-King
Tempest: 18. Platz